# Wambel
Wambel, Dortmund-Wambel – dzielnica miasta Dortmund w Niemczech, w kraju związkowym Nadrenia Północna-Westfalia, w okręgu administracyjnym Brackel.